# Alfred Deller
Alfred George Deller (* 31. Mai 1912 in Margate; † 16. Juli 1979 in Bologna) war ein englischer Countertenor.

## Leben

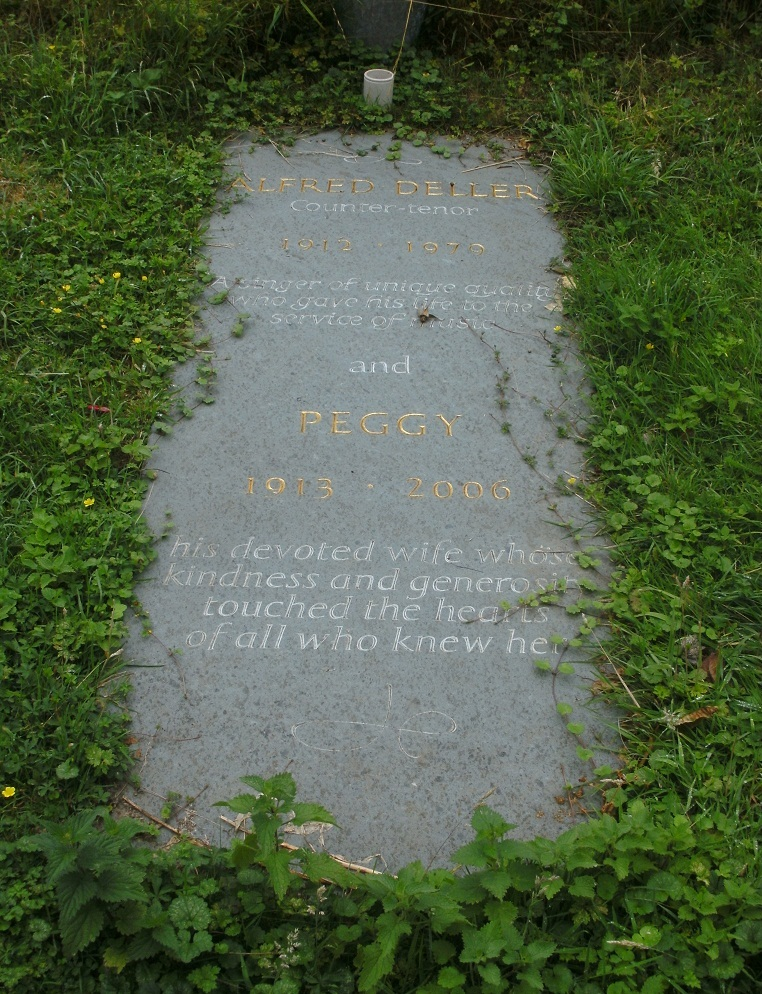
Dellers Grab in Boughton Aluph, Kent (2013)

Alfred Deller sang zunächst als Knabensopran. Später entwickelte er sich zum Altus (Countertenor) und trat in den Chören der Canterbury-Kathedrale und in St. Paul auf. 1948 hatte er in London unter seinem Förderer Michael Tippett seinen ersten Soloauftritt. 1946 sang er erstmals im britischen Rundfunk, seit 1947 wirkte er als Chordirigent der St. Paul’s Cathedral. Seine Countertenor-Stimme erlernte er autodidaktisch, indem er mit seiner Tenorstimme in Alt-Lage sang.
Deller setzte in seinem Repertoire zunächst einen Schwerpunkt auf die englische Musik des Barock. Um 1950 gründete er das Deller Consort, ein Vokal- und Instrumentalensemble, das sich der frühen englischen Musik widmete. Mehr als zwanzig Jahre lang ging das Ensemble auf Tournee und feierte mit seinen Interpretationen der englischen Renaissancemusik große Erfolge. Darüber hinaus umfasste sein Repertoire auch andere Kastratenpartien, etwa aus Opern von Georg Friedrich Händel. 1960 sang er bei der Uraufführung von A Midsummer Night’s Dream von Benjamin Britten, mit dem er befreundet war, den Oberon.
Deller, der erste wieder solistisch auftretende Counter-Tenor des 20. Jahrhunderts, machte seine Stimmlage auch außerhalb Englands wieder populär und war wesentlich dafür verantwortlich, dass Countertenöre heute in der Alten Musik eine bedeutende Rolle spielen. Hatte ihn bereits Michael Tippett (1905–1998) gefördert, so wurde Deller durch seine Auftritte innerhalb der Händel-Festspiele Halle in den Jahren 1959 und 1976 in Deutschland bekannt und zum Wegbereiter für Sänger wie Jochen Kowalski.
Er starb auf einer Urlaubsreise in Italien. Er ist zusammen mit seiner Frau Peggy (1913–2006) begraben auf dem Dorffriedhof von Boughton Aluph bei Ashford, Kent.